# Xã Salem, Quận Champaign, Ohio
Xã Salem (tiếng Anh: Salem Township) là một xã thuộc quận Champaign, tiểu bang Ohio, Hoa Kỳ. Năm 2010, dân số của xã này là 2.539 người.